# Mario Musiello
Mario Giorgio Musiello (Torviscosa, 27 settembre 1946 – Torviscosa, 5 settembre 2010) è stato un allenatore di calcio e calciatore italiano, di ruolo attaccante.
Era il fratello di Giuliano Musiello, calciatore di Juventus e Roma. È stato allenato anche da Massimo Giacomini, ex tecnico del Milan. Ha avuto due figli, Enrico e Simona.

## Carriera
Inizia nel Torviscosa. Gioca in Serie C con il Como, che nel 1966 lo cede in prestito all'Entella. Rientra nel Como e conquista una promozione in Serie B; resta ancora un anno nella squadra lariana poi, sempre in Serie B, passa al Catanzaro, con cui ottiene anche una promozione in Serie A. Milita successivamente per Ascoli, Modena, Padova, Treviso, Chieti e Pro Vercelli.
Da allenatore guida alcune formazioni dilettantistiche del Friuli-Venezia Giulia.

## Palmarès

### Club

#### Competizioni nazionali
- Serie C: 2

Como: 1967-1968
Ascoli: 1971-1972